# おとま屋
おとま屋は、岸和田市の卸売業者。
現在の兵庫県西宮市西宮北口駅周辺において、乙馬善兵衛が1849年（嘉永2年）には既に乙馬屋という屋号で木製品加工販売、人夫出し業、土地家屋賃貸業などを営み、塚口駅周辺一帯に土地家屋を持ち隆盛を誇り西宮神社・廣田神社に防火用の水槽などを寄進している。しかし、大正期に入ると益々事業が拡大していたが、石川、京都で相次ぎ大きな詐欺グループによる罠にはまり、殆どの財産と事業を手放した。分家と事業の一部を塚口に残し宝塚に本家を移し塚口と十三で事業を再開。しかし、1945年（昭和20年）の兵庫・大阪空襲により全て消失。戦火を逃れ兵庫生瀬、大阪南津守、大阪堺などに疎開する。縁あって大阪岸和田の美術商と小間物業を営んでいた、西由商店と1948年（昭和23年）に合併。1991年（平成3年）に法人化。屋号おとま屋として現在に至る。